# Ren Sengoku
Ren Sengoku (japanisch 仙石 廉 Sengoku Ren; * 2. Oktober 1990 in Shiki) ist ein japanischer Fußballspieler.

## Karriere
Sengoku erlernte das Fußballspielen in den Jugendmannschaften  von Niiza Eleven und Kashiwa Reysol. Seinen ersten Vertrag unterschrieb er 2009 bei Kashiwa Reysol. Der Verein spielte in der höchsten Liga des Landes, der J1 League. Am Ende der Saison 2009 stieg der Verein in die J2 League ab. 2011 wechselte er zum Ligakonkurrenten Fagiano Okayama. Für den Verein absolvierte er 87 Ligaspiele. 2015 wechselte er zum Drittligisten AC Nagano Parceiro. Für den Verein absolvierte er 45 Ligaspiele. 2017 wechselte er zum Ligakonkurrenten Tochigi SC. 2017 wurde er mit dem Verein Vizemeister der J3 League und stieg in die J2 League auf. Für den Verein absolvierte er 29 Ligaspiele. Im August 2018 wechselte er auf Leihbasis zum Drittligisten Gainare Tottori. Für den Verein absolvierte er acht Ligaspiele.